# Canton (Carolina del Nord)
Canton è un comune degli Stati Uniti d'America, situato in Carolina del Nord, nella contea di Haywood.